# Karin Sökler
Karin Sökler (* 9. April 1957) ist eine deutsche Tischtennisspielerin mit aktiver Zeit in den 1970er und 1980er Jahren. Bei den Deutschen Meisterschaften 1978 gewann sie Bronze im Doppel.

## Werdegang
Karin Sökler begann ihre Tischtenniskarriere beim Verein SV Nabern, spielte 1973 mit TV Reichenbach in der Damen-Oberliga Süd und mit DJK Schwäbisch Gmünd 1975/76 in der eingleisigen Bundesliga. 1974 wurde sie für die Teilnahme an der Jugend-Europameisterschaft in Göppingen nominiert. 1976 wurde sie im Bundesranglistenturnier der Juniorinnen Erste, bei den süddeutschen Meisterschaften 1976 siegte sie im Mixed mit Rudi Böttinger sowie 1977 im Doppel mit Birgit Balke. Mehrere Titel gewann sie bei württembergischen Meisterschaften, nämlich 1976 im Einzel und im Doppel mit Birgit Balke, 1978 im Doppel mit Ulrike Aichele und noch 1982 im Doppel mit Ira Scheufler.
Ihren größten Erfolg erzielte sie bei den Deutschen Meisterschaften 1978, als sie zusammen mit Ulrike Aichele Bronze im Doppel gewann. Später, um 1982, schloss sie sich dem Verein PSG Ludwigsburg an, in der Saison 2001/02 trat sie mit dem Hastedter TSV in der Damen-Oberliga West an.